# Myrmexocentroides enganensis
Myrmexocentroides enganensis är en skalbaggsart som beskrevs av Stefan von Breuning 1970. Myrmexocentroides enganensis ingår i släktet Myrmexocentroides och familjen långhorningar.
Artens utbredningsområde är Filippinerna. Inga underarter finns listade i Catalogue of Life.